# Приднестровский физико-технический институт
Физико-технический институт ПГУ им. Т.Г. Шевченко — является подразделением Приднестровского государственного университета имени Т. Г. Шевченко. В институте всего 3 корпуса. Обучение ведётся очно и заочно. В институте получают знания не только жители Приднестровья, но и граждане из стран ближнего и дальнего зарубежья. Студенты получают образование как на бюджетной основе, так и платно.

## История
Инженерно-технический факультет создан в декабре 1990 г. В апреле 1997 г. произошло объединение Технического колледжа имени Ю. А. Гагарина и Инженерно-технического факультета. Статус института факультет получил в 2006 г. Институт является основной УНПК, обеспечивающего развитие инженерного образования в республике.
Инженерно-техническому институту (ИТИ) предоставлено право реализации многоуровневой структуры высшего образования и непрерывной подготовки специалистов. Учебные планы исходят из последовательного обучения студентов в рамках выбранного направления подготовки по схеме: техник — бакалавр — специалист — магистр с последовательной выдачей диплома соответствующего уровня подготовки.
Сегодня в институте работают свыше 80 преподавателей, из них 4 доктора наук профессора, 20 кандидатов наук, 18 доцентов. Инженерно-технический институт поддерживает тесные связи с ведущими научно-образовательными центрами СНГ: МГТУ «СТАНКИН», Московский государственный технический университет имени Н. Э. Баумана, Московской государственной академией приборостроения и информатики, Львовским и Одесским политехническими университетами и др.
Технический колледж им. Ю. А. Гагарина (ТК) начал свою деятельность 2 октября 1947 г. как специальное ремесленное училище РУ-1, позднее преобразованное в ПТУ-5. В 1961 году ПТУ-5 присвоено имя первого в мире космонавта Юрия Алексеевича Гагарина. В 1972 г. Училище стало средним, началась подготовка молодых рабочих со средним образованием в СПТУ-5. В разное время в училище побывали космонавты В.Ф.Быковский и Г.Т.Береговой. Технический колледж входит в состав Инженерно-технического института.
Обучение в колледже осуществляется по стандартам Российской Федерации, студенты получают не только профессиональную подготовку, но и полное среднее образование.
Для получения практических профессиональных навыков в колледже имеются мастерские (токарная, фрезерная, слесарная, электротехническая), компьютерные классы, лаборатории по каждой учебной дисциплине. По всем специальностям обучение в пределах плана приёма ведётся на бюджетной основе.
Всем юношам, поступившим в Технический колледж (на базе 9 классов), предоставляется отсрочка от призыва на действительную воинскую службу.
Все студенты дополнительно проходят аттестацию на присвоение разряда рабочей профессии: оператор ЭВМ.
В 2023 году произошла реорганизация института. Теперь он разделен на 3 факультета: Факультет информатики и вычислительной техники, Инженерно-технический факультет, Физико-математический факультет. Сам институт сменил название на Физико-технический институт (ФТИ)

## Кафедры института

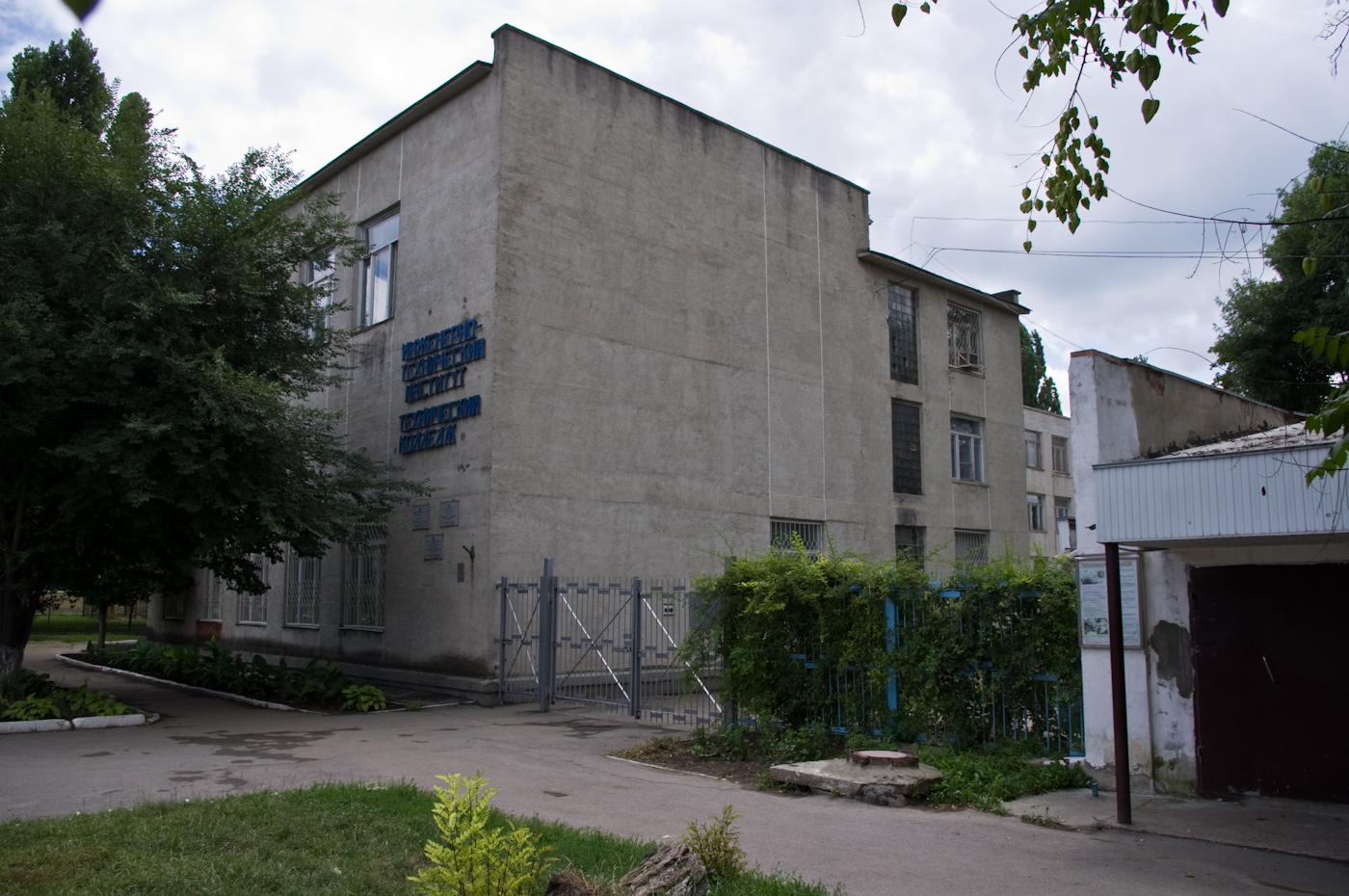
Физико-технический институт

- Автоматизированные технологии и промышленные комплексы (АТПК)
- Информационных технологий и автоматизированного управления производственными процессами (ИТУ)
- Машиноведения и технологического оборудования (МТО)
- Программного обеспечения вычислительной техники и автоматизированных систем
- Технический колледж (Факультет СПО)
- Технологических процессов и аппаратов (ТПА)
- Энергетики и Электротехники

## Адрес
- 3300-MD, г. Тирасполь, ул. Восстания, 2А.
- Тел: +373 (533) 9-57-59.